# Poecilotheria regalis
Poecilotheria regalis är en spindelart som beskrevs av Pocock 1899. Poecilotheria regalis ingår i släktet Poecilotheria och familjen fågelspindlar. IUCN kategoriserar arten globalt som livskraftig. Inga underarter finns listade i Catalogue of Life.